# Hartlaubs buulbuul
Hartlaubs buulbuul (Chlorocichla simplex) is een zangvogel uit de familie Pycnonotidae (buulbuuls). De Nederlandse naam verwijst naar de Duitse ornitholoog Gustav Hartlaub die deze vogel in 1855 wetenschappelijk heeft beschreven.

## Verspreiding en leefgebied
Deze soort komt voor van Guinee-Bissau tot noordoostelijk Angola, oostelijk Congo-Kinshasa and uiterst zuidelijk Zuid-Soedan.

## Status
De grootte van de populatie is niet gekwantificeerd maar de soort wordt omschreven als algemeen tot plaatselijk zeer algemeen. Op de Rode lijst van de IUCN heeft deze soort de status niet bedreigd.